# Múscul tirohioidal
El múscul tirohioidal (musculus thyreohyoideus) és un dels quatre músculs de la regió infrahioidal. És un múscul en forma de quadrilàter, que es pot considerar com una continuació del múscul esternotiroioidal el qual s'estén del cartílag tiroide a l'os hioide.
S'origina en la superfície externa de la làmina del cartílag tiroide, en la línia obliqua. La seva inserció inferior es realitza en els tubercles tiroidals i el lligament que els uneix a aquests, i la superior a la vora inferior de l'asta major del hioide així com al seu cos.
És innervat per les branques primàries anteriors de nervi cranial C1, que arriben al múscul a través del nervi hipoglòs.
En la seva acció fa descendir l'os hioide; o bé, si aquest es troba fixat per la contracció prèvia dels seus elevadors, actua sobre la laringe i l'eleva.

## Imatges

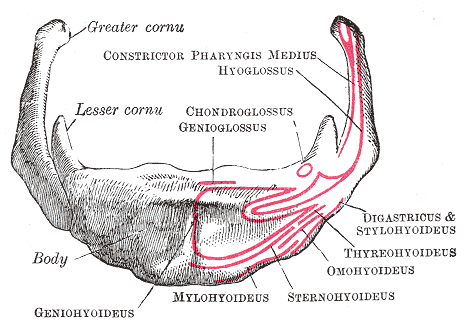
Os hioide. Superfície anterior. Ampliat.
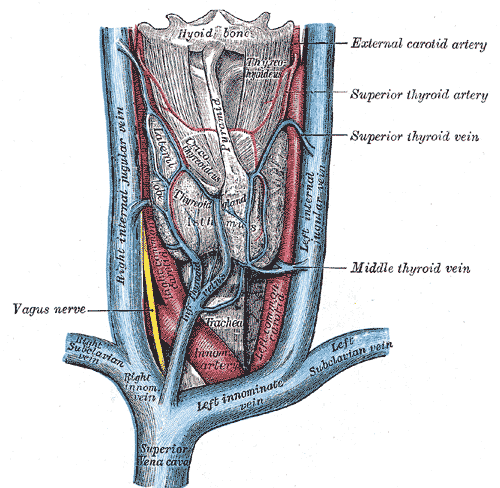
Les venes de la glàndula tiroide.
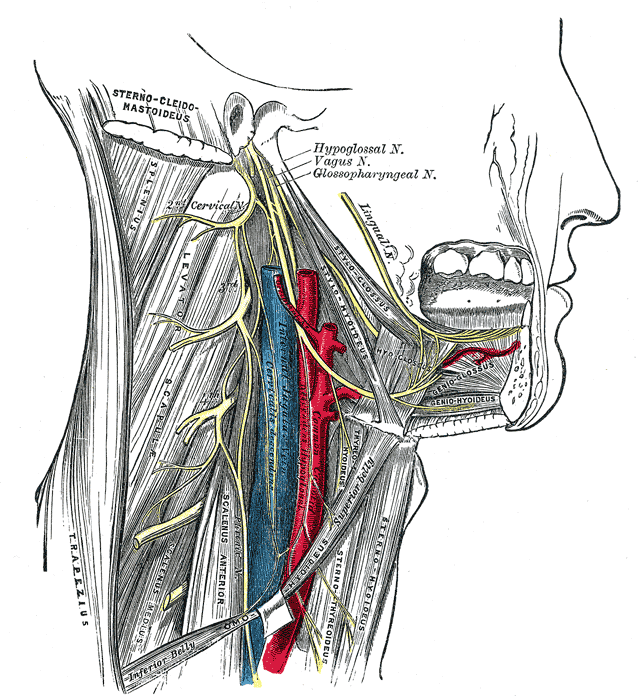
Nervi hipoglòs, plexe cervical i les seves branques.

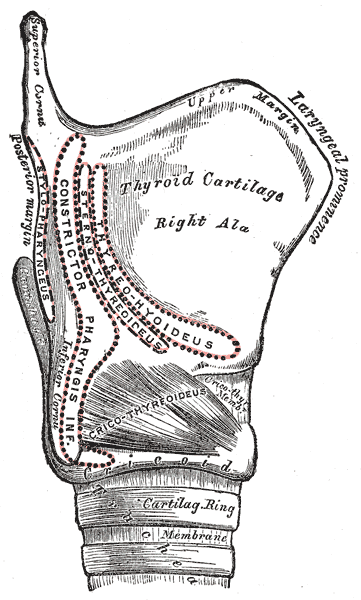
Vista lateral de la laringe i músculs relacionats.
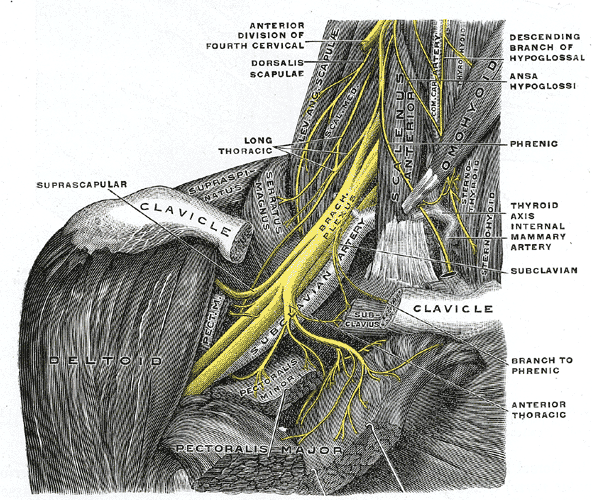
El plexe braquial dret amb les seves branques curtes, vist des de davant.
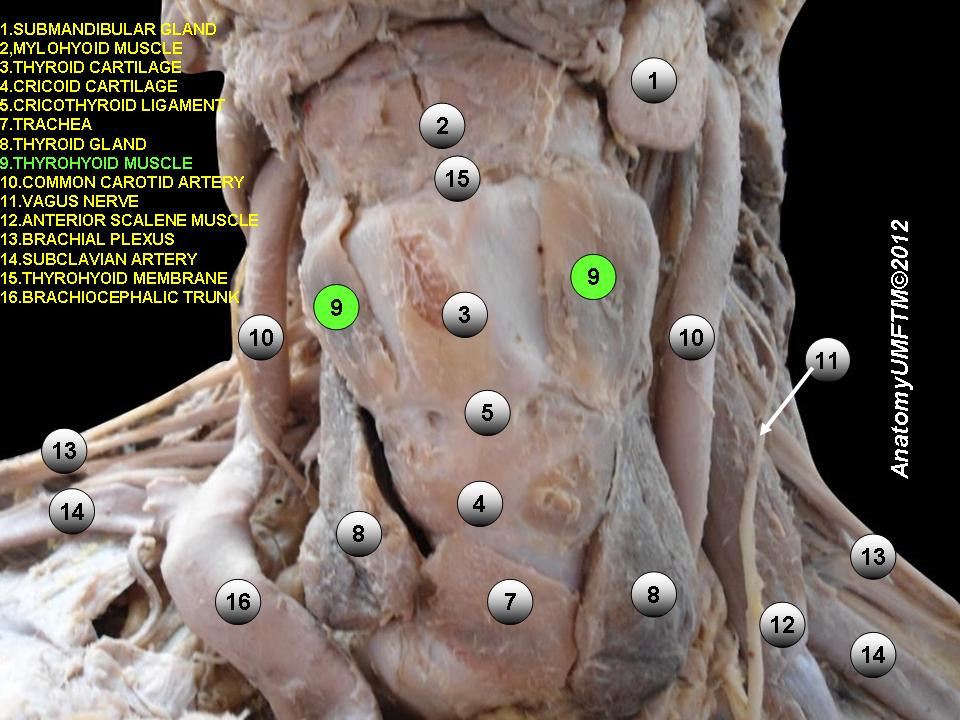
Múscul tirohioidal